# Brauerei Riebeck (Eilenburg)
Die ehemalige Brauerei Riebeck war ein Geschäftshauskomplex in Eilenburg. 1893 als Victoria-Brauerei eröffnet, ging das Gebäude 1922 an die Leipziger Riebeck-Brauerei über, die den Brauerei-Betrieb einstellte und die Anlage fortan als Niederlage und Konservenfabrik nutzte. Es folgten zahlreiche weitere gewerbliche Nutzungen. Aufgrund der stadtbildprägenden Lage, ihrer auffälligen Gestaltung und ortsgeschichtlichen Bedeutung wurde die Brauerei im Jahr 2000 in die Landesdenkmalliste aufgenommen, jedoch 2014 wieder gestrichen. 2024 wurde das Bauensemble abgerissen.

## Lage
Der Geschäftshauskomplex befand sich in einer exponierten Lage am Wurzener Platz, dem Knotenpunkt der Wurzener Straße, Wurzener Landstraße, Ziegelstraße und Torgauer Landstraße. Außerdem zweigt hier der Gartenweg als kleine Stichstraße zur Puschkinstraße ab. Das Umfeld ist geprägt von Gewerbe- und Wohnbebauung sowie den umfangreichen Straßenverkehrsflächen des Wurzener Platzes. So liegt südlich der ehemaligen Brauerei in einer Geländesenke die in den 1930er Jahren errichtete heutige Karl-Marx-Siedlung, im Westen schlossen sich unmittelbar zwei Wohnblöcke aus der DDR-Zeit an. Nördlich des Gebäudes verlief die geschlossene Straßenrandbebauung der Puschkinstraße, die mehrheitlich Ende des 19. Jahrhunderts entstand. Richtung Osten befindet sich ein Garagenpark aus der DDR-Zeit. Nach 1990 entstanden die drei Einzelhandelsstandorte. Die Anschrift der ehemaligen Brauerei lautete Wurzener Platz 1–3 und 5–7.

## Geschichte

Ansicht der Feldschlösschen-Brauerei von Süden (um 1900)

Ansicht der Riebeck-Brauerei und Nahrungsmittelwerke von Südosten (um 1922)

Das Brauwesen hatte in Eilenburg eine lange Tradition, die bis ins Hochmittelalter zurückreicht. Ab Anfang des 19. Jahrhunderts vollzog sich der Übergang vom Hausbrauwesen zur industriellen Bierproduktion. Als letzte der großen Eilenburger Brauereibetriebe wurde 1893 im Industrievorort Kültzschau die Victoria-Brauerei in der Wurzener Straße 5a gegründet. Inhaber war zunächst der örtliche Maurermeister und Stadtrat Louis Barth. Schon 1896 erfolgte eine Umfirmierung in Feldschlösschen Brauerei AG. Das kurzlebige Unternehmen geriet 1902 in Konkurs und wurde anschließend unter aufrecht erhaltenem Betrieb in eine GmbH umgewandelt. Einen neuerlichen Konkurs 1904 überstand die Brauerei offenbar, denn im Jahr 1914 kam es zur Vereinigung mit der Stadt-Brauerei zur Eilenburger Vereinsbrauerei AG. Die immer stärker auf den Eilenburger Markt drängenden Leipziger Brauhäuser brachten die Eilenburger Unternehmen in Bedrängnis. 1922 schloss mit der Vereinsbrauerei der letzte Eilenburger Betrieb. Das Gebäude am Wurzener Platz wurde von der Leipziger Riebeck-Brauerei übernommen und fortan als Niederlage genutzt. Die Aufschrift Riebeck Brauerei – Niederlage Eilenburg befand sich bis mindestens in die 1980er Jahre am Gebäude und prägte den Namen des Gebäudes. Außerdem richteten sich dort die Eilenburger Nahrungsmittelwerke ein, die Obst- und Gemüsekonserven sowie Marmeladen und Konfitüren herstellten.
Ab Mitte der 1980er Jahre befand sich dort eine Rasenmäher- und Fahrradwerkstatt. Nach der Wende gab es verschiedenste Nutzungen, unter anderem ein Küchenstudio, eine Niederlassung der LVZ-Post, ein Anglerbedarfladen, ein Waffengeschäft, eine Pension sowie Praxen. In den ehemaligen Bierkellern richtete sich mehrere Jahre die Diskothek Colosseum ein. Nach mehreren Besitzerwechseln wurden 2023 Pläne bekannt, den Wohn- und Geschäftshauskomplex abzureißen. Der neue Eigentümer, ein Krostitzer Bauunternehmen, plant auf dem Gelände die Errichtung von drei standardisierten Wohnhäusern. Aufgrund der stadtbildprägenden Wirkung des Ensembles ist der Erhalt zumindest der Schaufassade des Mittelbaus Prämisse der Stadt Eilenburg. 2024 erfolgte der Abriss der Brauerei und die anschließende Neubebauung unter Erhalt des Fassadenteils.

## Baubeschreibung

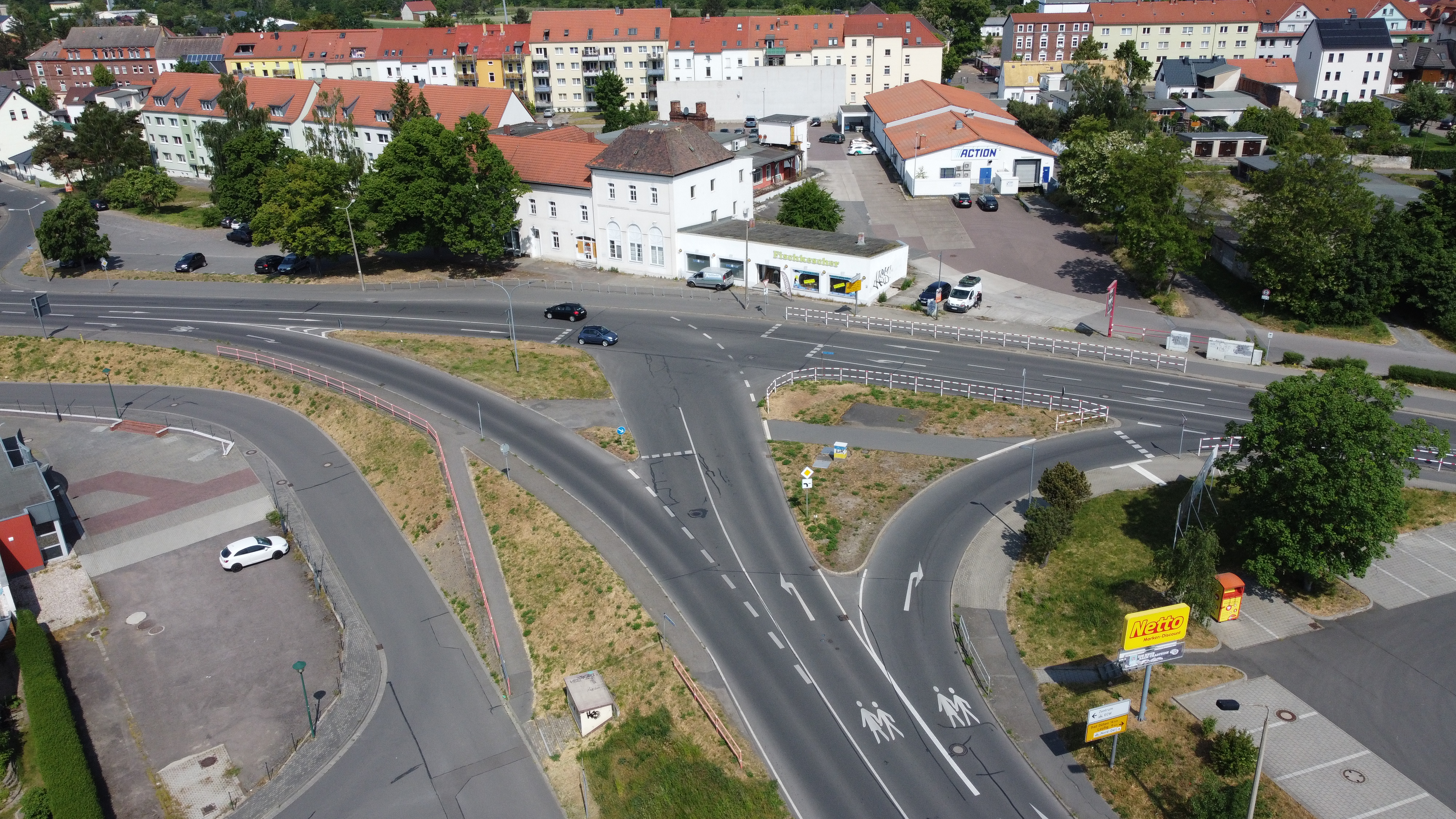
Luftbild vom Wurzener Platz und der ehem. Brauerei (2023)

Der Komplex bestand aus mehreren Gebäudeteilen verschiedener Bauphasen. Hin zum Wurzener Platz lag ein dreigliedriger Baukörper aus verputztem Ziegelmauerwerk. Der zweigeschossige etwas hervortretende Mittelbau wurde gestaltet durch drei langgestreckte Rundbogenfenster mit historisierender Sprossung im Erdgeschoss sowie drei kleinerer Segmentbogenfenster im Obergeschoss. Die Fensterfaschen waren jeweils plastisch sowie farblich leicht akzentuiert und mit einem stilisierten Schlussstein abgeschlossen. Der Fassadenteil wurde von Ecklisenen eingefasst. Als horizontale Gliederung kamen je ein profiliertes Gesims zwischen den Geschossen sowie auf Höhe der Rundbogenkämpfer zur Ausführung. Auf dem hölzernen Traufgesims ruhte ein Walmdach mit Biberschwanzdeckung. Reste zweier symmetrisch angelegter Schornsteine aus der Erbauungszeit ragten noch bis zuletzt aus dem nördlichen Walm.
Östlich des Mittelbaus schloss sich ein eingeschossiger Flachbau an, der bis spätestens Mitte der 1920er Jahre hinzugefügt wurde. Die einst vorhandenen Segmentbogenfenster in wiederkehrender Gestaltung wurden später durch große quadratische Schaufenster ersetzt. Der sich am Mittelbau nach Westen anschließende zweigeschossige Gebäudeteil stammte noch aus der Entstehungszeit. Dessen Fassade war gegliedert durch sieben Fensterachsen, die asymmetrisch angeordnet waren. Im Erdgeschoss wurden die kleineren Fenster teilweise durch breitere dreigliedrige Schaufenster in historisierender Gestaltung ersetzt. Alle Fenster sowie die Eingangstür wiesen Segmentbogenabschlüsse auf und waren in gleicher Weise wie im Mittelbau gestaltet. Der sonst schmucklos verputzte Sockel war hier teilweise in Polygonalmauerwerk ausgeführt. Hinter dem Westflügel befand sich ein zinnenbekrönter quadratischer Turm aus rotem Klinkermauerwerk, der einer mittelalterlichen Burg nachempfunden war. Dieses prägende Bauelement fiel zu DDR-Zeiten „falsch verstandener Stadtbildpflege zum Opfer“. Nach Norden hin zum Innenhof schloss sich ein schmuckloser flacher Baukörper auf etwa quadratischem Grundriss an.